# Jabłuniwka (rejon romanowski)
Jabłuniwka (ukr. Яблунівка) – wieś na Ukrainie, w obwodzie żytomierskim, w rejonie romanowskim. W 2001 roku liczyła 29 mieszkańców.